# Jeremy Alcoba

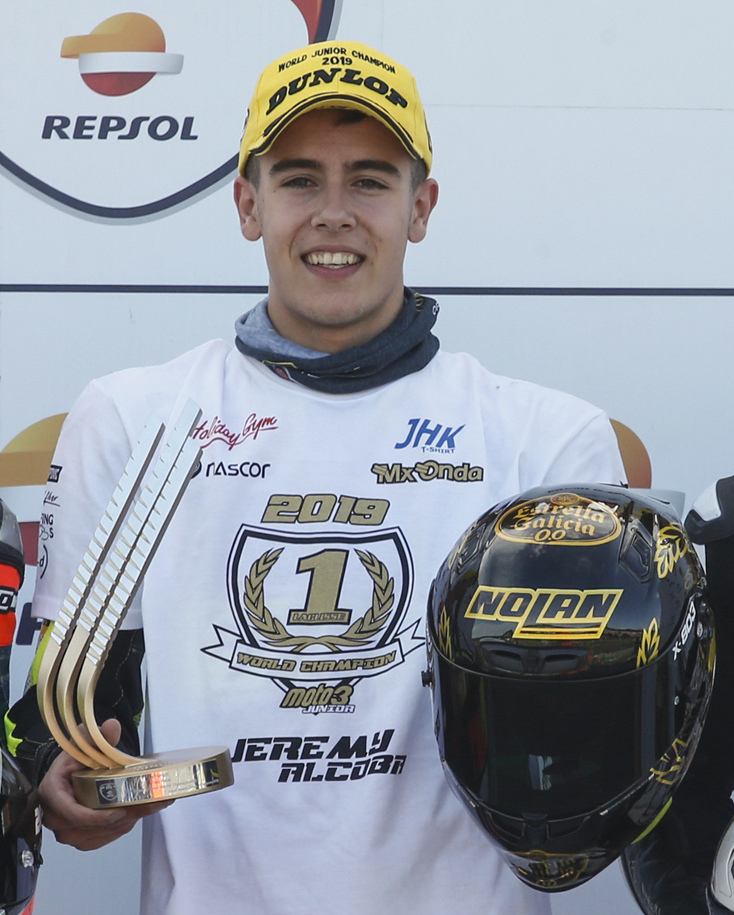
Jeremy Alcoba som juniorvärldsmästare 2019.

Jeremy Alcoba, född 15 november 2001 i Tortosa, är en spansk motorcykelförare som tävlar i grenen roadracing. Sedan 2018 tävlar han i Moto3-världsmästerskapet i Grand Prix Roadracing. Alcoba tävlar med startnummer 52 på sin motorcykel.

## Tävlingskarriär
Alcoba gjorde debut i junior-VM i Moto3 2016. Han fortsatte där till 2019 då han blev juniorvärldsmästare. Acosta hade prövat på Moto3-VM 2018 och 2019. Till Roadracing-VM 2020 blev han ordinarie förare i Moto3 för Gresini Racing på en Honda. Han blev elva i VM och bästa nykomling - rookie of the year. Alcoba fortsatte hos Gresini Roadracing-VM 2021.

## Framskjutna placeringar
Uppdaterad till 2021-05-03.
| \| Nr \| Grand Prix \| År \| \| -- \| ---------- \| ---- \| \| 1 \| Spanien \| 2021 \| |            |      |
| Nr                                                                                     | Grand Prix | År   |
| 1                                                                                      | Spanien    | 2021 |